# Paheli
Paheli é um filme de drama indiano de 2005 dirigido e escrito por Amol Palekar. Foi selecionado como representante da Índia à edição do Oscar 2006, organizada pela Academia de Artes e Ciências Cinematográficas.

## Elenco
- Shah Rukh Khan - Kishanlal/The Ghost as Prem
- Juhi Chawla - Gajrobai
- Rani Mukerji - Lachchi
- Anupam Kher - Bhanwarlal